# Christiane Olivier
 (octobre 2021).
Si vous disposez d'ouvrages ou d'articles de référence ou si vous connaissez des sites web de qualité traitant du thème abordé ici, merci de compléter l'article en donnant les références utiles à sa vérifiabilité et en les liant à la section « Notes et références ».
Pour les articles homonymes, voir Olivier (homonymie).
Christiane Olivier, née le 21 janvier 1932 à Le Verdier dans le Tarn en France et morte le 22 août 2021 à Aix-en-Provence, est une auteure et psychanalyste française.
Elle fut l'une des premières à étendre la psychanalyse à la spécificité de la relation mère/fille, sans passer par le miroir de l'œdipe freudien et sans limiter la fille à ce que n'est pas le garçon. L'éditeur de son premier ouvrage Les Enfants de Jocaste le résume ainsi : « Voici l'autre psychanalyse, la part féminine, celle que Freud n'a pas pu écrire ».

## Biographie et concepts
Après une psychanalyse auprès de Lacan puis Dolto, elle devient elle-même psychanalyste et développe un point de vue nouveau, notamment à travers un cours sur la femme à l'université d'Aix-en-Provence.
Elle expose son point de vue dans Les Enfants de Jocaste, à la fin des années 1970. Sans que soit nié le reflet père/fille de l'œdipe freudien, l'échange mère/fille y est présenté comme le pendant de l'échange mère/fils. Christine Olivier demande : « Pourquoi la fille est-elle allaitée en moyenne 25 minutes contre 45 pour le garçon ? ». Bien avant l'âge de l'œdipe, il existe entre les relations mère/fille et mère/garçon des différences fondamentales. Pourquoi ? D'où viennent-elle ? Et surtout : quelles sont-elles, qu'engendrent-elles dans la construction de chacun, et dans la société en général ?
Pour la première fois, la constitution du psychisme féminin envisage l'empreinte de la mère (sous-titre de son livre) ce qui en permet la double approche des effets et des causes, sans pour autant "accuser la mère".
Suivra l'ouvrage Fille d'Ève qui approfondira le sujet de la relation mère-fille, puis d'autres ouvrages sur la violence ou encore les enfants rois.

### Les enfants de Jocaste
En résumé, la relation mère-fils est fusionnelle, tandis que la complémentarité sexuelle manque à la relation mère-fille. Il s'ensuit une dissymétrie dans le développement affectif :
- Le fils est arraché à un paradis fusionnel où tous ses besoins sont comblés.
- La fille ressent l'incomplétude et va chercher en dehors de la relation mère-fille la complémentarité qui lui manque.
- Le fils a vécu l'amour total et l'a perdu alors que la fille est à sa recherche.